# Urocyon
Urocyon är ett släkte i familjen hunddjur med bara två arter.
- Gråräv (Urocyon cinereoargenteus) som förekommer på hela nordamerikanska kontinenten.
- Urocyon littoralis, som är endemisk på de kaliforniska Channel Islands.

Den sistnämnda arten utvecklade sig ur gråräven efter att några individer under senaste istiden hamnade på öarna. Dessa rävar är tydliga mindre än sina släktingar på fastlandet.
Det vetenskapliga namnet är bildat av de grekiska orden oura (svans) och kyon (hund).